# رنگین‌کمان (آلبوم ماریا کری)
رنگین‌کمان (انگلیسی: Rainbow) هفتمین آلبوم استودیویی خواننده و ترانه‌سرای آمریکایی ماریا کری است. این آلبوم در ۲ نوامبر ۱۹۹۹ توسط کلمبیا رکوردز منتشر شد. آلبوم همان الگوی دو آلبوم قبلی کری، خیال‌بافی (۱۹۹۵) و پروانه (۱۹۹۷) را دنبال کرد، که در آن او انتقال خود را به بازار معاصر شهری آغاز کرد. رنگین‌کمان شامل ترکیبی از ژانر آراندبی تحت تأثیر هیپ هاپ، و همچنین انواع بالادهای آهسته است. کری در نتیجه جدایی از همسرش، تامی ماتولا ، کنترل بیشتری بر سبک موسیقی این آلبوم داشت، بنابراین با چندین هنرمند مانند جی-زی، آشر، و اسنوپ داگ، و همچنین میسی الیوت، جو، دا برت، مستر پی و ۹۸° همکاری کرد.